# Martin Wrigley
John Martin Charles Wrigley est un homme politique britannique libéral-démocrate qui est député de Newton Abbot depuis 2024.
Il est chef du conseil de district de Teignbridge jusqu'en juillet 2024. Il est conseiller du ward de Dawlish.